# Roger Boutet de Monvel
Pour les articles homonymes, voir Boutet, Monvel et Boutet de Monvel.
Roger Boutet de Monvel, né le 4 décembre 1879 dans le 4e arrondissement de Paris et mort le 25 décembre 1951 dans le 7e, est un mémorialiste français.

## Biographie
Roger Boutet de Monvel est le fils aîné de  Maurice Boutet de Monvel (1850 - 1913) célèbre peintre, aquarelliste et illustrateur pour enfant, et le frère du peintre, graveur et illustrateur Bernard Boutet de Monvel (1881 - 1949).  
Élevé entre Paris et Nemours où ses grands-parents maternels possèdent une maison, il servit beaucoup de modèle à son père, notamment pour l’illustration de Nos enfants d’Anatole France où sa silhouette apparaît régulièrement et où un chapitre intitulé L’écurie de Roger lui est consacré. S’étant passionné très tôt pour la littérature, et particulièrement pour les souvenirs historiques, Roger Boutet de Monvel  devient dans un premier temps secrétaire du directeur de l’Imprimerie Nationale après des études de lettres et un séjour d’un an en Angleterre. Il publie alors ses premiers textes et articles pour les journaux, généralement en collaboration avec son père ou son frère, comme Children’s costumes in the nineteenth century (from 1800 to 1870) qui paraît en 1904 dans Century Magazine et qu’illustre Maurice Boutet de Monvel.
En 1905, tandis qu’il est devenu avec son frère un des jeunes dandys les plus en vue de la capitale, il fait paraître à la librairie Plon, qui restera son éditeur, sa première étude historique intitulée Les variétés (1850-1870), et en 1906 Georges Brummel et Georges IV. En 1911, il publie, toujours chez Plon Les Anglais à Paris 1800 - 1850 et entre, cette même année, comme attaché de conservation au Musée Carnavalet où il retrouve l’illustrateur Guy Arnoux (1886 - 1951) qu’il introduit auprès de son ami le couturier Paul Poiret. En 1912, Roger Boutet de Monvel se voit proposer par Lucien Vogel de participer à l’aventure de la Gazette du Bon Ton, dont il devient alors un des auteurs réguliers.
Mobilisé pendant la première guerre mondiale, il est très tôt blessé à la jambe et réformé. Il est alors envoyé en 1915 à The Panama Pacific International Exposition de San Franscico où il défend l’industrie française de la mode ; puis à la fin de 1916, il accompagne Paul Poiret dans une nouvelle mission de propagande, cette fois-ci à Madrid. L’année suivante, il publie pour la maison Martine de Paul Poiret un ensemble de textes publicitaires dans le fameux Almanach des arts et des lettres réalisé sous la direction de Raoul Dufy. Cette même année 1917, Roger Boutet de Monvel publie chez Devambez, avec son ami l’illustrateur Guy Arnoux, un petit recueil illustré de propagande intitulé Carnet d’un permissionnaire, qui sera suivi, en 1918, par Le bon anglais et Nos frères d’Amérique.
Roger Boutet de Monvel travaillait parallèlement à Grands seigneurs et bourgeois d'Angleterre qui paraît également en 1918 à la Librairie Plon.
Tandis qu’après la guerre il reprend sa collaboration avec des revues de mode comme la Gazette du Bon Ton, Vogue ou Monsieur, il publie en 1921 chez Plon "Une vie de Saint François d’Assise", un ouvrage illustré par son père mort en 1913. En 1924 paraît chez le même éditeur "La vie de Lord Byron", puis en 1929 "La vie martiale du Bailli de Suffren", dont son frère Bernard réalise l’affiche publicitaire. Devenu en 1925, comme son frère, un collaborateur régulier de Harper’s Bazar, il y publie des textes tel We view the maze of Manhattan qui paraît dans le numéro de février 1927.
En 1933, Roger Boutet de Monvel publie encore Cervantès et les enchanteurs à la Librairie Plon ; et en 1937, Pérou et Chili aux éditions Le divan à Paris.
À partir de la fin des années 1930, Roger Boutet de Monvel se consacre à la rédaction de Mémoires encore inédits à ce jour, où ses amitiés mondaines, et particulièrement celle qu’il entretint avec le Comte Edgard de Barral et le Prince Léon Radziwill occuperont une place de premier plan.